# Вежа Байок 2
Вежа Байок 2 (тай. ตึกใบหยก 2) — найвищий хмарочос Таїланду, розташований в Бангкоку. Висота 85-поверхового будинку становить 304 метри, з урахуванням антени 328 метрів. Будівництво було розпочато в 1990 і завершено в 1997 році, а в 1999 році було встановлено 24-метрову антену.
В будинку розташовані офіси і крамниці. З 22 по 74 поверх займає 673-кімнатний готель. Також в будинку розташовані обсерваторія на 77 поверсі, бар "Roof Top Bar & Music Lounge" на 83 і на останньому поверсі розташований оглядовий майданчик. 